# Rajiah Sallsabillah
Rajiah Sallsabillah est une grimpeuse de vitesse indonésienne née le 30 avril 1999 à Tangerang.

## Biographie
Rajiah Sallsabillah pratique l'escalade depuis l'adolescence. Elle participe à la Coupe du monde d'escalade depuis 2017 et remporte sa première médaille d'or individuelle lors de l'étape de Chamonix en 2023 en étant la grimpeuse la plus régulière, réalisant tous ses chronos en moins de 7 s.
Elle participe aux Jeux olympiques pour la première fois à Paris, en 2024, en terminant quatrième de l'épreuve de vitesse,. Elle se qualifie pour la finale grâce à la place de perdante la plus rapide.

## Palmarès
- Championnats d'Asie
  -  Médaille d'argent par équipes en 2017
  -  Médaille d'or par équipes en 2019
  -  Médaille de bronze en 2019
  -  Médaille de bronze en 2022
- Jeux asiatiques
  -  Médaille d'or par équipes en 2018
  -  Médaille d'argent par équipes en 2022
  -  Médaille de bronze en 2022
- Jeux mondiaux
  -  Médaille de bronze en vitesse 4 en 2025
- Coupe du monde
  -  Médaille d'or à la Coupe du monde de Chamonix 2023